# Lidopus heidemanni
Lidopus heidemanni är en insektsart som beskrevs av Gibson 1917. Lidopus heidemanni ingår i släktet Lidopus och familjen ängsskinnbaggar. Inga underarter finns listade i Catalogue of Life.